# Guillaume Poyet

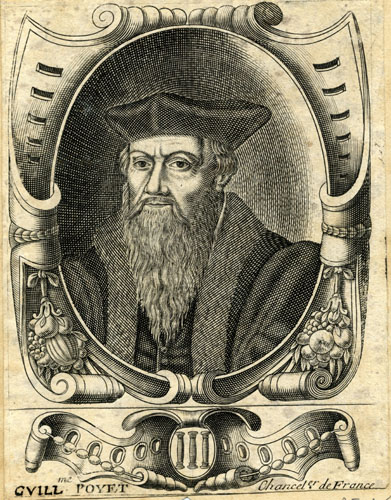
Kanselier van 1538 tot 1542

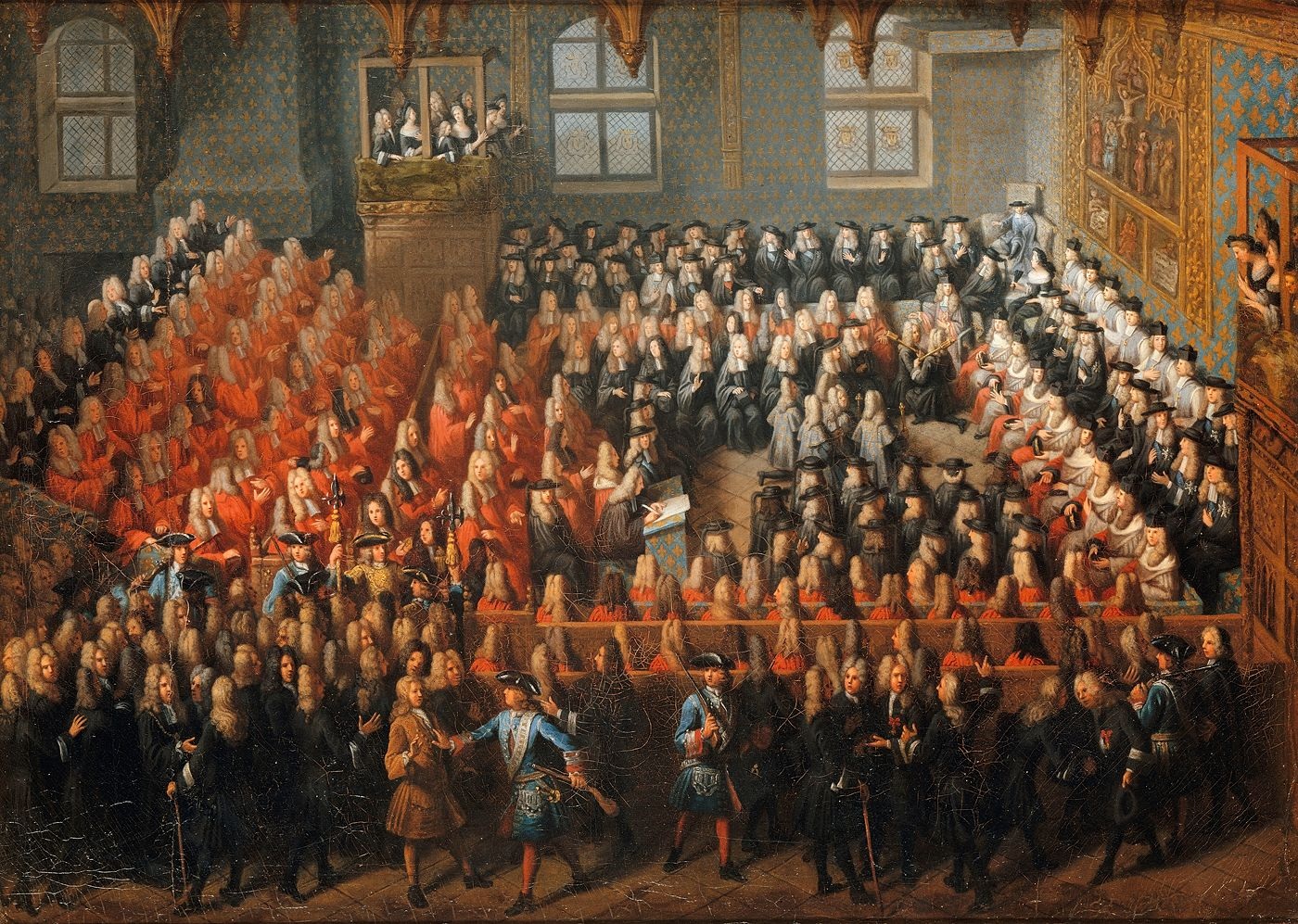
Rechtszitting in het Parlement, weliswaar 2 eeuwen na Poyet's tijd

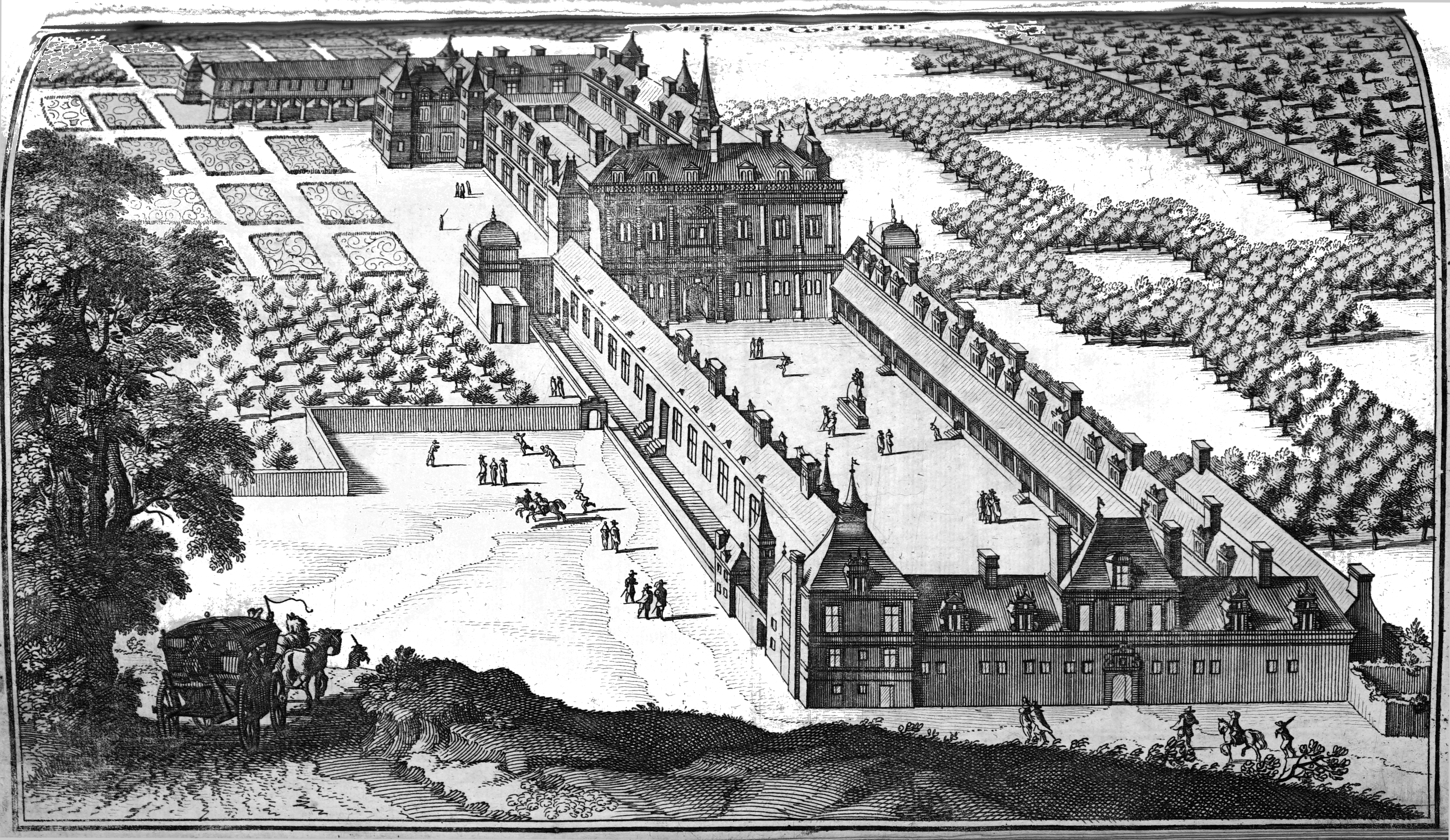
Jachtslot van Villers-Cotterêts waar koning Frans I het edict "la Guillemine" ondertekende (1539)

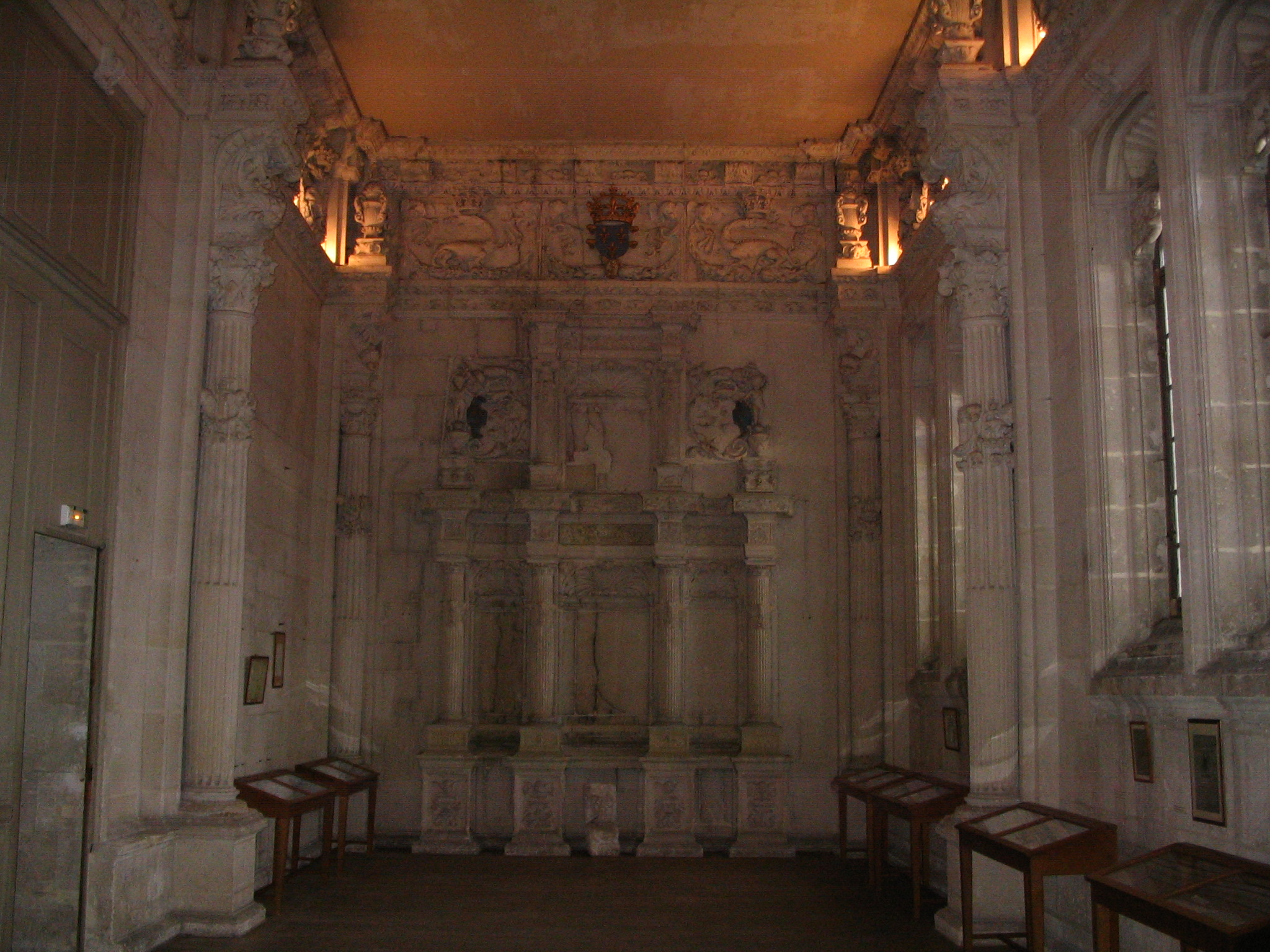
Kapel van Frans I in Villers-Cotterêts

Guillaume Poyet (Angers, 1473 - Parijs, 1548) was een Frans advocaat en kanselier van Frankrijk in de 16e eeuw.
Door een proces veroordeeld (1545) verdween hij in de vergetelheid doch de naam Poyet blijft verbonden met zijn meesterwerk: de Ordonnantie van Villers-Cotterêts. Zo werd de Franse taal de enige toegelaten taal in ambtelijke stukken in Frankrijk.

## Advocaat
Poyet werkte als advocaat in Angers, zijn geboortestad, en later in Parijs. In Parijs werkte hij voor het Parlement, het hoogste rechtsorgaan van het koninkrijk. Hij was er advocaat van 1510 tot 1530. Van 1530 tot 1534 was hij advocaat-generaal aan het koninklijk hof van koning Frans I. De koningin-moeder Louise van Savoye zette Poyet aan het werk in processen die liepen tegen de Franse kroon.

## Parlementsvoorzitter
Onder stuwing van de koningin-moeder Louise en maarschalk Anne van Montmorency werd Poyet benoemd tot voorzitter van het Parlement. Hij bleef dit van 1534 tot 1538. Hij schreef meerdere juridische stukken in datzelfde parlement, waar hij meer dan twintig jaar lang advocaat was geweest.

## Kanselier
Door diezelfde steun van het Franse hof verkreeg hij het hoogste politieke ambt in Frankrijk: hij was kanselier van 1538 tot 1542. In deze periode leverde hij zijn meesterstuk af aan koning Frans I: de Ordonnance générale sur le fait de la justice, police et finances (1539). De ordonnantie is ook bekend als het Edict van Villers-Cotterêts, naar het jachtslot waar Frans I zijn handtekening zette, of ook als de Guillemine, naar zijn auteur Guillaume Poyet. Deze ordonnatie betekende een grondige juridische hervorming in het Frankrijk van het ancien régime. Sommige delen van de ordonnantie zijn evenwel verloren gegaan. Wat bekend is, is dat Poyet procedures versimpelde en andere uitbreidde en oplegde. Zo verplichtte hij de parochies tot het gestandardiseerd bijhouden van doopregisters en begrafenissen. Hij voerde het Frans als voertaal in in ambtelijke stukken; voorheen was dit Latijn of een romaanse streektaal.
In 1541 geraakte kanselier Poyet verstrikt in hofintriges. Maarschalk Montmorency, ondertussen connétable, en kardinaal de Guise wilden zich ontdoen van de populaire admiraal Philippe Chabot de Brion. Poyet leidde het proces waarbij Chabot, omwille van corruptie, verbannen werd (1541). In datzelfde jaar viel Montmorency zelf in ongenade van het hof en het duurde niet lang of Chabot keerde terug naar Parijs (1542). Kanselier Poyet had geen steun meer aan het koninklijk hof en werd gearresteerd (1542). Toen koning Frans I de arrestatie vernam van zijn kanselier, was zijn reactie: un chancelier de France ne devait perdre sa charge qu'avec sa tête. Poyet verloor zijn kanselierschap en zijn goederen, die allemaal opgelijst waren.

## Proces
Van 1542 tot 1545 leefde Poyet in gevangenschap, voornamelijk in de Bastille in Parijs. Poyet werd beschuldigd van meineed en een vervalst proces tegen admiraal Chabot. In 1545 werd hij veroordeeld, niet tot de doodstraf zoals zijn tegenstanders eisten, maar tot zware geldstraffen. Hiertoe kwam het Parlement in bijzondere zitting bijeen. Poyet schreef een brief aan koning Frans I en het kwam tot een financieel vergelijk tussen Poyet en het Parlement.
Van 1545 tot zijn dood in 1548 leefde Poyet teruggetrokken in zijn huis in Parijs. Hij was het voorwerp van satire in Parijs, waarbij hem schijnheiligheid en verraad werd toegeschreven. Zijn naam werd verwijderd uit documenten en boeken over het hofleven van Frans I.
Zijn zoon René Poyet was calvinist en leefde in Genève. Bij René's terugkomst in Angers, waar de familie Poyet overigens leefde, werd hij gefolterd en levend verbrand op de markt in Saumur (1552).
- Bibliothèque nationale de France: cb10411705z (data)
- Gemeinsame Normdatei: 103084487
- International Standard Name Identifier: 0000 0001 1677 8982
- Library of Congress Control Number: n88277973
- Nederlandse Thesaurus van Auteursnamen: 301736731
- SNAC: w6j42ct7
- Système universitaire de documentation: 088004295
- Virtual International Authority File: 79013145
- WorldCat: E39PBJvmJmmCDrw9myxcDXj9jC